# Frithjof Sælen
Frithjof Olsen Sælen (Bergen, 5 agosto 1892 – Bergen, 9 ottobre 1975) è stato un ginnasta norvegese.

## Palmarès

### Olimpiadi
- 2 medaglie:
  - 1 oro (Stoccolma 1912 nel concorso libero a squadre)
  - 1 argento (Anversa 1920 nel concorso libero a squadre)